# 스토클리 카마이클
스토클리 스탠디포드 처칠 카마이클(Stokely Standiford Churchill Carmichael, 1941년 6월 29일 ~ 1998년 11월 15일)은 1960년대에 학생 비폭력 조정 위원회와 흑표당을 이끈 것으로 알려진 미국의 민권 운동가이자 "블랙 파워" 교의를 위한 연설자였다.
카마이클은 학생 비폭력 조정 위원회의 회원이자 이후에 의장으로 눈에 띄게 상승하여 시위를 하는 데 마틴 루터 킹 주니어와 다른 남부의 지도자들과 함께 일하였다. 그는 후에 비폭력의 전술에 대한 믿음을 잃어 블랙 파워를 흥행하고 무장 흑표당과 함께 자신을 제휴하였다. 자신의 이름을 크와메 투레 (Kwame Ture)로 다시 지은 그는 자신의 말년의 대부분을 기니에서 보내며 거기서 사망하였다.

## 어린 시절
영국령 트리니다드 토바고의 포트오브스페인에서 태어난 카마이클은 유아였을 때 그의 부모가 뉴욕으로 이민을 갔으며 그가 미국으로 부모를 따라갔을 때 11세의 나이까지 자신의 조모에 의하여 길러졌다.
그의 모친 메이블은 증기선의 접대원이었고, 부친 아돌퍼스는 낮에는 목수로, 밤에는 택시 운전사로 일하였다. 부지런하고 낙관적인 아돌퍼스 카마이클은 자신의 아들이 후에 인종 차별 경제적 억압의 수단으로 비판할 아메리칸 드림의 이행을 쫓았다.
카마이클은 "나의 부친은 이 일하고 극복한 것을 믿었다."며 "그는 종교적이며 전혀 거짓말을 하지 않았고 절대 속이거나 훔치지 않았다. 그는 하루 종일 목수일을 하고 밤새도록 택시를 몰았다. ... 그 가난한 흑인 남성에게 온 다음의 것은 열심히 일하면서 사망이었다. 그리고 그는 겨우 40대였다."라고 회상하였다.
1954년 13세의 나이에 카마이클은 귀화한 미국 시민이 되었고, 그의 가족은 브롱크스에 있는 우세하게 이탈리아인과 유대인들의 이웃 모리스 파크로 이주하였다. 곧 카마이클은 "모리스 파크 듀크스"로 불린 거리의 갱의 단 하나의 흑인 단원이 되었다.

## 교육
1956년 카마이클은 명성이 있는 브롱크스 과학고등학교로 들어가는 데 입학 시험을 통과하여 전체적으로 다른 사회의 집단 - 뉴욕의 부유층 백인 자유주의 엘리트의 자녀들에게 소개되었다.
카마이클은 자신의 새로운 급우들 중에 인기가 있었으며 그는 자주 파티들에 참석하고 백인 여자들과 데이트를 하였다. 하지만 그 나이에 마저 그는 자신의 급우들로부터 갈라진 인종적 차이들에 관하여 의식이 높았다. 카마이클은 후에 가혹하게 자신의 고등학교 우정을 이렇게 회상하였다. - "이제 나는 그들이 모두 얼마나 가짜였는지, 얼마나 내가 그것을 위하여 자신을 싫어했는지 깨달았다. 그들은 아직도 백인이고, 난 흑인이었다."
그가 세월 동안 민권 운동을 알고 있었지만 카마이클이 투쟁에 동참하도록 강요한 것을 느꼈던 텔레비전에서 농성의 영상을 보았을 때 고등학교의 말기를 통한 한밤까지 있지 않았다.
그는 후에 "내가 남부에서 니그로들이 점심 카운터에서 농성을 벌이고 있다는 것을 처음 들었을 때 난 그들이 단지 홍보 사냥개 무리인 줄 알았다. 그러나 한밤에 내가 텔레비전에서 그 어린이들을 보았을 때 그들을 쓰러뜨린 후 점심 카운터 의자들에 다시 일어나 그들의 눈에 설탕이, 머리털에는 케첩이 묻어있으며 글쎄 뭔가가 나에게 해를 끼쳤다. 갑자기 난 불에 타고 있었다."고 회상하였다. 그는 인종 평등 회의 (CORE)에 가입하였고, 뉴욕에 있는 울워스 상점을 감시하였으며 버지니아주와 사우스캐롤라이나주에서 일어난 농성들로 여행하였다.
뛰어난 학생인 카마이클은 1960년 고등학교를 졸업한 후, 우세하게 권위있는 다양한 백인들의 대학들로 장학금 제공들을 받았다. 그는 대신 워싱턴 D. C.에 있는 역사적으로 흑인 대학인 하워드 대학교에서 수학하는 데 선택하였다. 거기서 그는 철학을 전공하여 알베르 카뮈, 장폴 사르트르와 조지 산타야나의 업적을 공부하고 민권 운동을 향한 문제들에 그들의 이론적 틀을 적용하는 데 방향들을 숙고하였다. 그는 1964년 영예들과 함께 졸업하였다.

## 자유의 기수
1961년 하워드 대학교에서 신입생이었던 동안 카마이클은 주간 여행의 인종적 분리를 도전하는 데 남부를 통한 인종적으로 통합된 버스 투어인 자신의 첫 "자유의 기수"에 갔다. 그 여행 동안 그는 "백인들 만"의 버스 정류장 대합실에 들어간 것으로 미시시피주 잭슨에서 체포되어 49일간 징역 살이를 하였다. 거부하지 않는 카마이클은 자신의 대학 세월을 통하여 민권 운동에 활동적으로 연루된 것으로 남아 메릴랜드주에서 또다른 자유의 기수, 조지아주에서 시범과 뉴욕주에서 병원 근로자들의 파업에 참가하였다.

## 학생 비폭력 조정 위원회와 자유의 여름
카마이클은 민권 운동의 역사상 비판적인 순간에 학교를 떠났으며 학생 비폭력 조정 위원회 (SNCC)는 1964년의 여름을 "자유의 여름"으로 불렀고 디프사우스에서 흑인 투표인들을 등록하는 데 공격적인 캠페인을 펼쳤다. 자신의 웅변과 카리스마와 자연스러운 리더십 능력과 함께 새롭게 발행된 대학 졸업생은 빠르게 앨라배마주 론데스군을 위한 현장 주최자로 임명되었다.
1965년 카마이클이 론데스군에 도착하였을 때 아프리카계 미국인들은 인구의 다수를 차지하였으나 전체적으로 정부에서 대표되지 않은 것으로 남아있었다. 한해에 카마이클은 등록된 흑인 투표인들의 수를 70명에서 2,600명으로 올릴 수 있었으며 군에서 등록된 백인 투표인들의 수보다 300명 더 많았다.
자신의 등록 노력들로 어느 주요 정당들의 응답과 만족스럽지 않았던 카마이클은 자신의 정당인 론데스군 자유 조직을 창당하였다. 전체의 정당들이 공식적인 로고를 가지는 요구 사항을 만족시키는 데 그는 후에 흑표당을 위한 영감을 마련한 흑표범을 선택하였다.

## 급진적 전환과 학생 비폭력 조정 위원회 의장
학생 비폭력 조정 위원회와 자신의 초기 시간에 카마이클은 마틴 루터 킹 주니어에 의하여 지지된 비폭력 저항의 철학을 신봉하였다. 폭력으로 도덕적인 반대에 추가로 비폭력 저항의 지지자들은 항의자들의 평화와 경찰의 야만성과 그들을 반대하는 야유인들 사이에 야간 텔레비전에 포착된 뚜렷한 대비를 끌어들이면서 민권을 위하여 전략이 공공 지원을 얻을 수 있을 것을 믿었다. 하지만 시간이 지나면서 많은 젊은 운동가들처럼 카마이클은 진행의 느린 속도과 의지없이 백인 경찰들의 손에 반복되는 폭력 행위와 굴욕을 견디면서 좌절하였다.
1966년 5월 자신이 학생 비폭력 조정 위원회 의장으로 선출되었던 당시 카마이클은 자신이 한번 소중했던 비폭력 저항의 이론에서 크게 믿음을 잃었다. 의장으로서 그는 학생 비폭력 조정 위원회를 급진적인 방향으로 돌려 백인 회원들이 더 이상 환영되지 않은 것을 확실히 하였다.

## 블랙 파워
1966년 6월 민권 운동가 제임스 메러디스가 테네시주 멤피스에서 미시시피주 잭슨으로 자신의 유일한 "두려움에 맞서다" 운동이 있던 동안 총에 맞은 후 카마이클은 학생 비폭력 조정 위원회의 지원자들이 그의 자리에서 행진을 계속해야 한다는 것을 결정하였다. 미시시피주 그린우드에 도달하면서 분노한 지도자는 자신이 치고로 기억한 것으로 연설을 하였는데 "우리는 6년동안 '자유'를 말해왔다."고 통곡을 하며 "우리가 이제 말하기 시작할 것은 "블랙 파워"이다"고 말하였다.
"블랙 파워" 숙어는 민권 운동가들의 더욱 어리고, 더욱 급진적 세대의 집결 외침에 빠르게 사로 잡혔다. 숙어는 또한 국제적으로 공명했으며 아프리카에서 유럽의 제국주의에 저항의 슬로건이 되었다. 그의 1968년 저서 〈블랙 파워 : 해방의 정치〉에서 카마이클은 용어의 의미를 "그것은 통합하는 데, 그들의 유산을 인정하는 데, 공동체의 의식을 쌓는 데 이 국가에서 흑인들을 위한 요구이다. 그것은 그들의 목적을 정의하는 데, 자신들의 조직을 이끄는 데 흑인들을 위한 요구이다."라고 설명하였다.
블랙 파워는 킹의 비폭력 독트린과 인종적 합류의 최종 목표와 카마이클의 분열을 표현하였다. 대신 그는 맬컴 엑스에 의하여 가장 눈에 잘 띄었던 흑인 분리주의의 독트린과 함께 용어를 연관시켰다. 카마이클은 하나의 연설에서 "당신이 블랙 파워에 관하여 이야기할 때 당신은 서방의 문명이 창조한 모든 것을 부수어 버릴 운동을 건설하는 것에 관하여 이야기한다."라고 말하였다.
놀랍지 않게도 용어는 논란의 여지가 있는 것을 증명하여 많은 백인들, 이전적으로 민권 운동에 동점심을 가진 자들에 마저 두려움을 불러 일으켰고 비폭력의 고령 지지자와 분리주의의 젊은 옹호자들 사이에 운동 자신 안에서 균열을 더욱 심하게 하였다. 킹은 블랙 파워를 "잘못된 말의 선택"으로 불렀다.

## 흑표당 입당
1967년 카마이클은 변형 여행을 하여 쿠바, 북베트남, 중화인민공화국과 기니에서 혁명 지도자들을 방문하는 데 미국의 외부를 여행다녔다. 귀국에 그는 학생 비폭력 조정 위원회를 떠나 더욱 급진적인 흑표당의 총리가 되었다. 그는 전국에 말하고, 흑인의 민족주의, 흑인의 분리주의와 최후적으로 카마이클의 인생의 원인이 된 증가적으로 범아프리카주의에 수필을 쓰는 데 다음 2년을 보냈다.

## 이름 변경과 기니로 이주
1969년 카마이클은 흑표당을 그만 두고 기니 코나크리에서 영구적으로 거주하는 데 미국을 떠났다. 그는 "아메리카는 흑인들에게 속하지 않는다"라고 말을 하며 자신의 출국을 설명하였다. 그는 가나의 대통령 크와메 은크루마와 기니의 대통령 아메드 세쿠 투레 둘다를 영예하는 데 자신의 이름을 크와메 투레로 변경하였고, 자신의 인생을 은크루마의 전아프리카 인민 혁명당으로 바쳐 세계를 주위로 운동가와 원주민 단체들과 관계를 맺었다.
투레는 이 시간 도안 두번이나 결혼을 하였는 데 처음에 남아프리카공화국의 가수 미리엄 마케바에게, 그러고나서 자신이 한명의 아들을 얻은 기니의 의사 마를랴토우 바리에게 결혼하였다. 1971년 그는 수필과 연설들의 수집인 〈스토클리가 말한다 : 블랙 파워에서 범아프리카주의로〉를 펴냈다. 1986년 그는 고인이 된 투레와 자신의 교제로 체포되었고, 새로운 군사 정부를 무너뜨리는 음모의 혐의들로 잠시 투옥되었다.
세계적으로 흑인들을 위한 해방으로 유일한 진정한 길로서 범아프리카주의를 주창하는 데 전아프리카 인민 혁명당을 대표하여 자신이 미국으로 자주 여행을 했어도 카마이클은 자신의 인생의 나머지를 위하여 기니에서 영구적인 거주를 유지하였다.

## 사망과 유산
1996년 투레는 전립선암과 진단되었고 그것이 그가 의미했던 정확하게 불분명했어도 그는 공개적으로 자신의 암이 "미국의 제국주의의 힘과 그들과 공모한 다른이들에 의하여 주어졌다."고 말하였다.
병든 혁명가는 1998년 11월 15일 코나크리에 있는 저택에서 57세의 나이로 사망하기 전에 자신의 최종 세월에 뉴욕의 컬럼비아-장로교 의료소에서 치료를 받았다.
영감을 받은 연설가, 설득력이 있는 수필가, 효과적인 조직자이자 광범위한 사상가이 카마이클/투레는 미국의 민권 운동의 저명한 인물들 중의 하나로서 눈에 띈다. 그의 지칠 줄 모르는 정신과 급진적 전망은 어쩌면 그의 사망한 날까지 그가 응답한 "혁명을 위한 준비!"와 함께 인사와 함께 가장 잘 포착되었다.

## 같이 보기
- 블랙 파워